# NGC 5932
NGC 5932 é uma galáxia espiral (S) localizada na direcção da constelação de Boötes. Possui uma declinação de +48° 36' 54" e uma ascensão recta de 15 horas, 26 minutos e 48,2 segundos.
A galáxia NGC 5932 foi descoberta em 21 de Abril de 1887 por Lewis A. Swift.